# Pycnonotus taivanus
Pycnonotus taivanus е вид птица от семейство Pycnonotidae. Видът е световно застрашен, със статут Уязвим.

## Разпространение
Видът е разпространен в Китай.